# Lekkoatletyka na Letnich Igrzyskach Paraolimpijskich 2012 – 100 metrów T42 kobiet
W biegu na 100 metrów kl. T42 kobiet podczas Letnich Igrzysk Paraolimpijskich 2012 rywalizowało ze sobą 9 zawodniczek. W konkursie udział wzięły zawodniczki z kończynami amputowanymi powyżej kolana.

## Wyniki

### Finał
| Miejsce | Zawodniczka          | Państwo           | Czas  | Uwagi |
| ------- | -------------------- | ----------------- | ----- | ----- |
|         | Martina Caironi      | Włochy            | 15.87 | WR    |
|         | Kelly Cartwright     | Australia         | 16.14 | OC    |
|         | Jana Schmidt         | Niemcy            | 16.19 |       |
| 4.      | Vanessa Low          | Niemcy            | 16.78 |       |
| 5.      | Michelle Errichiello | Australia         | 17.20 | SB    |
| 6.      | Katy Sullivan        | Stany Zjednoczone | 17.33 | PB    |
| 7.      | Ewa Zielińska        | Polska            | 17.47 |       |
| 8.      | Marije Smits         | Holandia          | 18.28 |       |
| 9.      | Orianne Lopez        | Francja           | 18.80 | SB    |